# Doloclanes triangulata
Doloclanes triangulata är en nattsländeart som beskrevs av Kobayashi 1984. Doloclanes triangulata ingår i släktet Doloclanes och familjen stengömmenattsländor. Inga underarter finns listade i Catalogue of Life.